# Демонстрация добродетели
Virtue signalling (от англ. virtue — добродетель, англ. signalling — сигнализирование, процесс передачи сообщения), или демонстрация добродетели — разновидность ханжества. Это популярное в англоязычной публичной сфере устойчивое выражение означает публичную деятельность и высказывания, направленные на поддержку социально одобряемых мнений и действий, но мотивированные желанием улучшить свой имидж, показать соответствие разделяемым в обществе ценностям. Таким образом virtue signalling — это неискренняя, прагматичная поддержка тех или иных ценностей, причём не требующая активных поступков, подкрепляющих эту поддержку. Как общественное явление, virtue signaling подвергается критике, а само выражение употребляется с негативным оттенком.
Выражение имеет академические корни и встречается в работах по эволюционной психологии. В публицистике, согласно статье в The Boston Globe, выражение узко использовалось с 2004 года, однако в публичный оборот вошло лишь в середине 2010-х годов. Введение выражения в широкий оборот часто приписывается британскому журналисту Джеймсу Бартоломью, использовавшему его в колонке для журнала The Spectator. Претензия на первенство поддерживается и самим Бартоломью, однако, согласно статье в The Guardian, он лишь способствовал распространению этого понятия.